# أسامة ياسين عبد الوهاب
أسامة ياسين عبد الوهاب (1964 بالقاهرة - ) استشاري طب أطفال وقيادي بالإخوان المسلمين. وعضو الهيئة العليا كأمين عام مساعد لحزب الحرية والعدالة. وهو كان رئيساً للجنة الشباب بمجلس الشعب المنحل لعام 2012. ووزيراً سابقاً للشباب (في حكومة قنديل)

## التعليم
درس مرحلة البكالوريوس بجامعة عين شمس، ثمّ نال درجة الماجستير في طب الأطفال عام 1995، والدكتوراة عام 2008.

## النشاط السياسي
- انتمى للإخوان 1985، وتدرج في المناصب التنظيمية للجماعة حتى أصبح عضواً في المكتب الإداري لوسط القاهرة والمتحدث الإعلامي باسمهم.[1]
- المنسق الميداني للإخوان خلال فعاليات الثورة المصرية، ويمثل الجماعة في اللجنة الجماهيرية لتنسيق الثورة التي أُسّست خلال أواخر أيّام ثورة 25 يناير.[1]
- عضو سابق مجلس الشعب (2012) على رأس قائمة الحرية والعدالة ممثلاً دائرة القاهرة الرابعة في انتخابات مجلس الشعب 2012 .[5]

## وصلات خارجية
* الصفحة الرسمية على الفيس بوك  على فيسبوك..
* حزب الحرية والعدالة أمانة المقطم  على فيسبوك..